# Kellia suborbicularis
Kellia suborbicularis är en musselart som först beskrevs av Montagu 1803. Enligt Catalogue of Life ingår Kellia suborbicularis i släktet Kellia och familjen Lasaeidae, men enligt Dyntaxa är tillhörigheten istället släktet Kellia och familjen Kellidae. Arten är reproducerande i Sverige. Inga underarter finns listade i Catalogue of Life.

## Bildgalleri

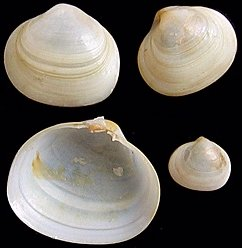
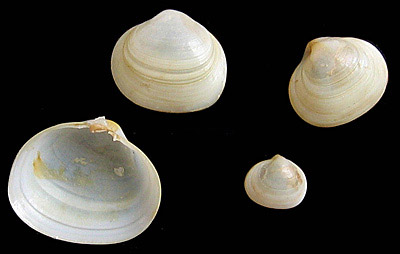